# Henri Grappin
Henri Grappin, né le 28 mars 1881 et mort le 24 mai 1959 , est un polonisant et slaviste (linguiste et grammairien) français, professeur à l'École nationale des langues orientales vivantes, où lui succéda son élève Étienne Decaux.

## Éléments de bibliographie
- Henri Grappin, Polonais et Tchèques. La question de la Silésie de Teschen, Paris, Imprimerie M. Flinikowski, 1919, in-8°, 67 pp, une carte hors texte en couleurs.
- Henri Grappin, Histoire de la Pologne des origines à 1922, Paris ; Vienne : Larousse, 1922. – 446 p. : cartes ; 20 cm.
- Henri Grappin, Introduction phonétique à l'étude de la langue polonaise, Paris : Droz, 1944. – 199 p. ; 26 cm – (Collection de manuels publiée par l'Institut d'études slaves).
- Henri Grappin, Grammaire de la langue polonaise - Paris, (Institut d'études slaves)  (ISBN 2720400548)